# Giro d’Italia 1982
Der 65. Giro d’Italia wurde in 23 Abschnitten und 4004,5 Kilometern vom 13. Mai bis zum 6. Juni 1982 ausgetragen und vom Franzosen Bernard Hinault gewonnen. Es war bei seinem zweiten Start der zweite Sieg. Von den 162 gestarteten Fahrern erreichten 110 das Ziel in Turin. Diese Ausgabe des Giro ist die bislang die letzte, die eine Länge über 4000 Kilometer hatte (Stand: 2008).
Die 21. Etappe stellte eine Anlehnung an eine spektakuläre Etappe von 1949 dar und führte über den Colle della Maddalena, Col de Vars, Col d’Izoard, Col de Montgenèvre und Colle del Sestriere von Cuneo nach Pinerolo.

## Verlauf
| Etappe | von                     | nach                     | km         | Gewinner          | Maglia rosa       |
| ------ | ----------------------- | ------------------------ | ---------- | ----------------- | ----------------- |
| Prolog | Mailand                 | Mailand                  | 16 (MZF)   | Renault-Elf       | Bernard Hinault   |
| 1      | Parma                   | Viareggio                | 174        | Giuseppe Saronni  | Franco Chioccioli |
| 2      | Viareggio               | Cortona                  | 223        | Michael Wilson    | Laurent Fignon    |
| 3      | Perugia                 | Assisi                   | 37 (EZF)   | Bernard Hinault   | Bernard Hinault   |
| 4      | Assisi                  | Rom                      | 169        | Urs Freuler       | Bernard Hinault   |
| 5      | Rom                     | Caserta                  | 213        | Urs Freuler       | Bernard Hinault   |
| 6      | Caserta                 | Castellammare di Stabia  | 130        | Silvano Contini   | Bernard Hinault   |
| 7      | Castellammare di Stabia | Diamante                 | 226        | Francesco Moser   | Francesco Moser   |
| 8      | Taormina                | Agrigent                 | 248        | Moreno Argentin   | Francesco Moser   |
| 9      | Agrigent                | Palermo                  | 151        | Giuseppe Saronni  | Francesco Moser   |
| 10     | Cefalù                  | Messina                  | 197        | Urs Freuler       | Francesco Moser   |
| 11     | Palmi                   | Campigliatello Silano    | 229        | Bernard Becaas    | Francesco Moser   |
| 12     | Cava de’ Tirreni        | Campitello Matese        | 171        | Bernard Hinault   | Bernard Hinault   |
| 13     | Campitello Matese       | Pescara                  | 184        | Silvano Contini   | Bernard Hinault   |
| 14     | Pescara                 | Urbino                   | 248        | Guido Bontempi    | Bernard Hinault   |
| 15     | Urbino                  | Comacchio                | 190        | Silvestro Milani  | Bernard Hinault   |
| 16     | Comacchio               | San Martino di Castrozza | 243        | Vicente Belda     | Bernard Hinault   |
| 17     | Fiera di Primiero       | Boario Terme             | 235        | Silvano Contini   | Silvano Contini   |
| 18     | Pianborno               | Plan di Montecampione    | 85         | Bernard Hinault   | Bernard Hinault   |
| 19     | Boario Terme            | Vigevano                 | 162        | Robert Dill-Bundi | Bernard Hinault   |
| 20     | Vigevano                | Cuneo                    | 177        | Francesco Moser   | Bernard Hinault   |
| 21     | Cuneo                   | Pinerolo                 | 254        | Giuseppe Saronni  | Bernard Hinault   |
| 22     | Pinerolo                | Turin                    | 42,5 (EZF) | Bernard Hinault   | Bernard Hinault   |

## Endstände
| Sieger           | Bernard Hinault          | 110:07:55 h |
| Zweiter          | Tommy Prim               | + 2:35 min  |
| Dritter          | Silvano Contini          | + 2:47 min  |
| Vierter          | Lucien Van Impe          | + 4:31 min  |
| Fünfter          | Gianbattista Baronchelli | + 6:09 min  |
| Sechster         | Giuseppe Saronni         | + 10:52 min |
| Siebter          | Mario Beccia             | + 11:08 min |
| Achter           | Francesco Moser          | + 11:57 min |
| Neunter          | Marco Groppo             | + 14:43 min |
| Zehnter          | Faustino Rupérez         | + 14:57 min |
| Punktewertung    | Francesco Moser          | 247 P.      |
| Zweiter          | Giuseppe Saronni         | 207 P.      |
| Zweiter          | Bernard Hinault          | 171 P.      |
| Bergwertung      | Lucien Van Impe          | 860 P.      |
| Zweiter          | Bernard Hinault          | 380 P.      |
| Dritter          | Silvano Contini          | 290 P.      |
| Nachwuchswertung | Marco Groppo             | 110:22:38 h |
| Teamwertung      | Bianchi                  | 330:35:38 h |
| Zweiter          | Del Tongo                |             |
| Dritter          | Famcucine-Campagnolo     |             |